# Любослав Пенев
Любослав Младенов Пенев е бивш български футболист, нападател и треньор.
Роден на 31 август 1966 в Добрич. Пенев е юноша на ЦСКА, където дебютира и в професионалния футбол през 1984, когато е само на 18 години. В края на 80-те години ЦСКА е мястото, където се развиват много от играчите, постигнали четвъртото място на световното първенство през 1994 г. Любослав Пенев е съотборник в ЦСКА с Трифон Иванов, Емил Костадинов и Христо Стоичков. С ЦСКА Пенев печели шампионската титла два пъти (1987 и 1989) и купата на България три пъти (1987, 1988 и 1989). През 1989 г., едва 23-годишен, става играч на испанския гранд „Валенсия“. Избран за най-добър футболист на България за 1988. Има 62 мача и 14 гола за националния отбор. През пролетта на 1994 г. получава диагноза рак на тестисите, заради което и пропуска финалите на световното първенство в САЩ.

## Кариера
Пенев е юноша на ЦСКА, където дебютира и в професионалния футбол през 1984, когато е само на 18 години. В края на 80-те години ЦСКА е мястото, където се развиват много от играчите, постигнали четвъртото място на световното първенство през 1994. Любослав Пенев е съотборник в ЦСКА с Трифон Иванов, Емил Костадинов и Христо Стоичков. С ЦСКА печели шампионската титла три пъти през 1986/87, 1988/89 и 1989/90, купата на Народна република България три пъти през 1986/87, 1987/88 и 1988/89, купата на Съветската армия три пъти през 1985/86, 1988/89, 1989/90 и Суперкупата на България през 1989. Избран за най-добър футболист на България за 1988 с червената фланелка и на трето място в анкетата за 1990. През 1989, едва 23-годишен, става играч на испанския гранд Валенсия. В Испания играе за Валенсия от 1989 до 1995, Атлетико Мадрид от 1995 до 1996, Компостела от 1996 до 1998 и Селта Виго от 1998 до 1999. Най-силното му представяне в Испания е през сезон 1995/96 с Атлетико Мадрид, когато клубът става шампион и печели Купата на краля. Пенев е най-добрият реализатор на отбора, вкарвайки 22 гола в 44 мача.Той е единственият български футболист вкарал хеттрик срещу най-титулувания клуб в света Реал Мадрид. Това става през сезона 1998/99 с отбора на Селта Виго. Най-лошият период на Пенев е през пролетта на 1994, когато лекари откриват, че има рак на тестисите. Той не може да вземе участие в Световното през 1994, въпреки че е с основна роля за класирането на отбора. Въпреки това Пенев се възстановява изключително бързо и е най-добрият за състава на Атлетико Мадрид при дубъла през 1996. През 1999 прекратява кариерата си като футболист и се завръща в ЦСКА като президент на отбора. Заема този пост до 2001. През 2001 отново облича фланелката на ЦСКА и заедно с Йордан Лечков са най-добрите футболисти в отбора. След като се скарват с новия треньор Луиджи Симони, Пенев и Лечков напускат отбора през пролетта на 2002, а Пенев бива освободен и от поста президент. Лечков се завръща в родния Сливен, а Пенев завършва сезона с екипа на Локомотив Пловдив, след което се отказва от футбола отново. През сезон 2007/08 отново облича футболния екип за Царско село.
Национал на България с 62 мача и 13 гола, участник на Европейското първенство през 1996 и световното първенство по футбол през 1998. Пропуска световното първенство по футбол през 1994 заради рак на тестисите, въпреки че е с основни заслуги за класирането.
През лятото на 1999 печели изборите за председател на ЦСКА, като трансформира дружеството в АД. През зимата на 1999 мажоритарен собственик на отбора става Васил Божков, а Пенев остава президент, до лятото на 2001.Треньорската кариера на Любослав Пенев започва в средата на август 2008, когато е назначен за асистент на Пламен Марков в националния отбор, където Любо остава до уволнението на Марков в началото на 2009. На 5 март 2009 е назначен за старши треньор на ЦСКА на мястото на чичо си Димитър Пенев. В началото на полусезона отборът играе добре и успява да излезе на първото място. От благодарност за работата на Пенев феновете го наричат „Супер Любо“. Впоследствие обаче отборът отново изпуска челната позиция и изгубва титлата. Пенев успява да класира ЦСКА в новосформираната Лига Европа, след като в трети предварителен кръг отстранява северноирландския Дери Сити (1-0 и 1-1), след което в плейофа побеждава Динамо Москва Русия (0-0 и 1-2). На 17 септември ЦСКА прави равенство (1:1) с Фулъм Англия на Стадион Васил Левски, на 1 октомври червените се изправят срещу отбора на Рома Италия на стадион Олимпико и губят с 0:2, а следващият им мач е на Васил Левски в София срещу швейцарския Базел при който губят с 0:2, след това отбора на ЦСКА се изправя срещу Базел в Швейцария, където също губи, но този път с 3:1, следват мачовете — с Фулъм в Лондон 1:0 и с Рома в София 0:3. На 13 януари 2010 Любослав Пенев официално е уволнен от поста старши треньор на ЦСКА. На 2 септември 2010 е назначен за старши треньор на Литекс Ловеч на мястото на Петко Петков. Прави дебют на 11 септември 2010 срещу бившия си отбор ЦСКА, а срещата завършва 1:1. Впоследствие извежда Литекс Ловеч до шампионската титла на България за сезон 2010/11 и това е първата шампионска титла в неговата кариера като треньор. Веднага след това подписва нов договор с Литекс Ловеч за сезон 2011/12. Напуска отбора на 24 октомври 2011, непосредствено след домакинска победа над лидера в първенството Лудогорец Разград с 2:1, за да поеме националния тим на България. На 2 ноември 2011, десет дни след напускането на Литекс Ловеч, е назначен за селекционер на националния отбор с договор за 2 плюс 2 години. В първия му мач като национален селекционер България прави равенство с Унгария в контрола. Следва победа срещу Холандия и загуба от Турция, също в приятелски срещи. В първия си официален мач записва престижно равенство срещу вицеевропейския шампион Италия, както и две равни срещи с Дания и Чехия и една победа над Армения. На 1 ноември 2013 Пенев удължава своя договор с националния отбор на България за още две години, но на 20 ноември 2014 е уволнен заради слаби резултати. На 6 юни 2014 Пенев поема Ботев Пловдив, а на 10 юни провежда и първата тренировка на отбора. Месец по-късно, на 7 юли 2014, Пенев и клубът решават да се разделят по взаимно съгласие, заради финансовите проблеми на Ботев и собственика Цветан Василев. През пролетта на 2015 води отново отбора на ЦСКА за няколко месеца. На 22 януари 2016 поема тима на Литекс Ловеч и го води до май 2016. През 2017 води дублиращия отбор на Валенсия, но напуска, за да участва в изборите за президент на БФС, където губи след серия от скандали и съмнения в корупция за сметка на другия кандидат Борислав Михайлов. На 8 февруари 2019 г. е назначен като старши треньор на ЦСКА. Напуска след скандал с ръководството на 3 май 2019. На 30 април 2020 г. поема Царско село. На 28 март 2021 г. напуска тима, за да се завърне начело на ЦСКА. Носител на Купата на България за сезон 2020/21. Напуска на 26 юли 2021 г. На 13 октомври 2021 г. се завръща начело на Царско село, като остава до края на декември 2021 г., заради решението на собственика да ограничи бюджета на тима. На 28 май 2022 г. става треньор на ЦСКА 1948. На 7 декември 2022 г. той подава оставка като треньор след разногласия с ръководството, като самият той твърди, че политиката на клуба е променена и заедно с него напускат Радослав Здравков и Методи Томанов.
На 21 март 2023 г. е представен като новият старши треньор на Хебър (Пазарджик). 

## Успехи

### Клубна кариера
- ЦСКА (София) 1984/85; 1 мач, 23.12.1984 ЦСКА-Етър 2:1 1/8 финал за КСА в 90м. сменя Ил. Войнов
- ЦСКА (София) 1985/86;20 мача,2 гола;ОБЩО за сезона:31мача,9 гола(вкл. ИНТЕРТОТО-юни1986 4/1)
- ЦСКА (София) 1986/87; 27 мача, 19 гола; ОБЩО за сезона: 33 мача, 23 гола
- ЦСКА (София) 1987/88; 26 мача, 21 гола; ОБЩО за сезона: 34 мача, 26 гола
- ЦСКА (София) 1988/89; 22 мача, 21 гола; ОБЩО за сезона: 33 мача, 31 гола
- ЦСКА (София) 1989/есен; 6 мача, 12 гола; ОБЩО: 9 мача, 14 гола
- ЦСКА (София) 2001/02; 20 мача, 8 гола; ОБЩО за сезона: 29 мача, 10 гола
- Валенсия 1989/90: 27/13, общо: 31/15
- Валенсия 1990/91: 30/7, общо: 35/8
- Валенсия 1991/92:  35/13, общо: 40/17
- Валенсия 1992/93:  34/20, общо: 41/22
- Валенсия 1993/94:  16/5, общо: 20/9
- Валенсия 1994/95:  25/9, общо: 34/16
- Атлетико М 1995/96:  37/16, общо: 42/20
- Компостела 1996/97:  35/16,  общо: 37/20
- Компостела 1997/98:  34/16, общо: 36/16
- Селта Виго 1998/99:  32/14, общо: 41/18

гълъбов
 ЦСКА София
- Шампион на България (2): 1987, 1989
- Купа на България (4): 1985, 1987, 1988, 1989
- Купа на Съветската Армия (3): 1985, 1986, 1989
- Суперкупа на България (1): 1989

 Валенсия
- - Вицешампион на Испания 1989/1990

 Атлетико Мадрид
- Шампион на Испания (1): 1995 – 1996
- Купа на Испания (1): 1995 – 1996

### Треньорска кариера
Литекс (Ловеч)
- Шампион на България (1) – 2011
- Финалист за Суперкупа на България - 2011

 ЦСКА (София)
- Купа на България (1) – 2021
- Финалист за Суперкупа на България - 2021